# Équipe cycliste Roompot-Charles
L'équipe cycliste Roompot-Charles est une équipe cycliste néerlandaise active entre 2015 et 2019. Durant son existence, elle court avec une licence d'équipe continentale professionnelle. Elle participe aux épreuves de l'UCI Europe Tour, ainsi qu'à des courses du World Tour pour lesquelles elle bénéficie d'invitations.

## Histoire de l'équipe
Erik Breukink, Michael Boogerd et Jean-Paul van Poppel, anciens coureurs néerlandais, ont annoncé le 24 avril 2014, avec Michael Zijlaard, leur intention de créer une nouvelle équipe entièrement néerlandaise. Le projet se nomme alors Orange Cycling. Quelques semaines plus tard, il est annoncé que le sponsor principal sera Roompot (nl), pour une équipe nommée Roompot-Oranje. Au mois de juin, Roompot avait le choix entre sponsoriser Belkin ou Orange Cycling, et a donc préféré opter pour une équipe entièrement néerlandaise. En fin d'année, le nom change pour Roompot puis Roompot Oranje Peloton à partir du 9 mars 2015 et enfin Roompot-Oranje Peloton.

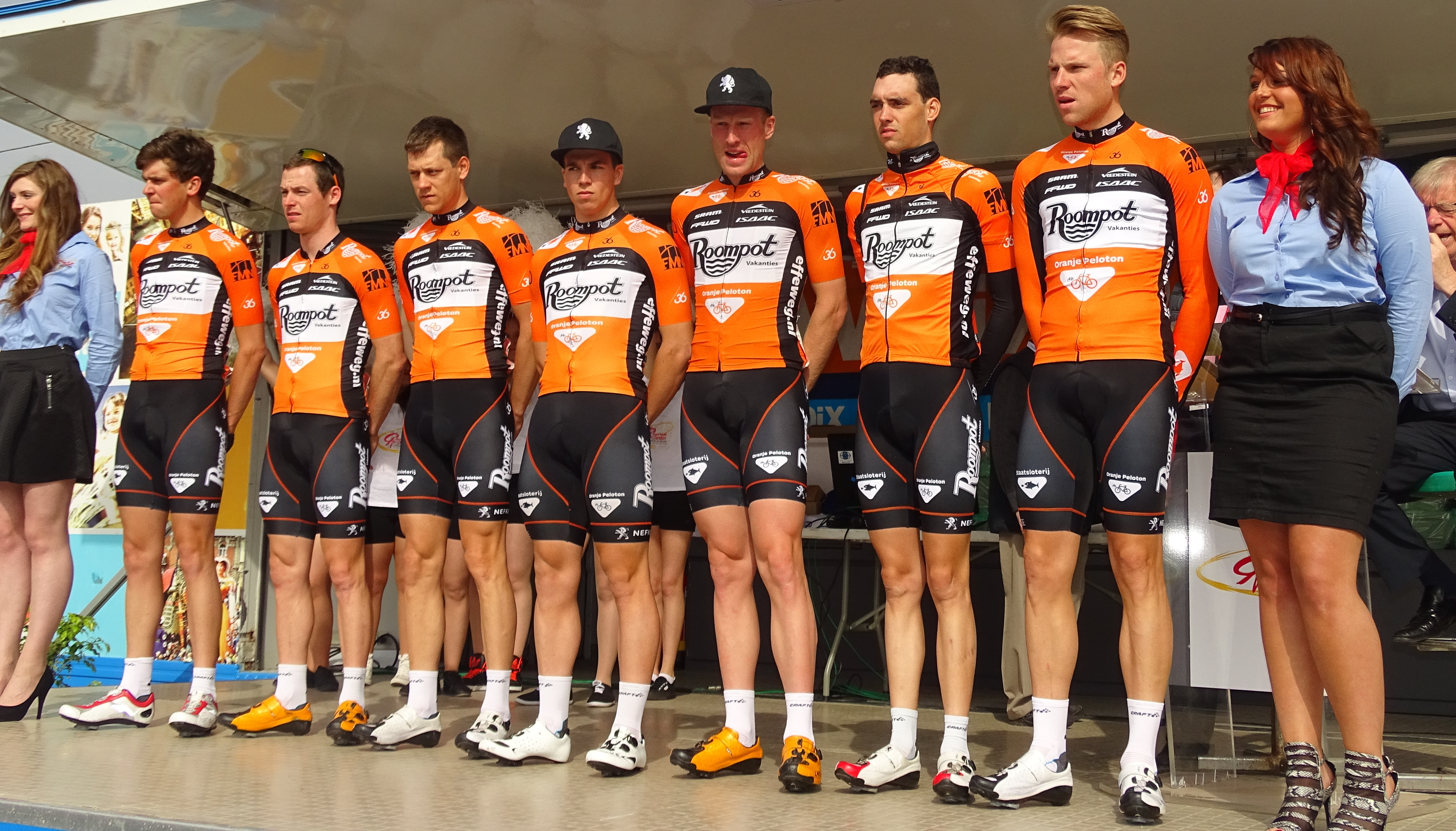
L'équipe lors du Grand Prix de Denain 2015.

La présentation officielle de l'équipe est annoncée durant l'été 2014 pour le 2 janvier 2015, à l'occasion des Six jours de Rotterdam. Elle a déjà des garanties pour participer à l'Eneco Tour et l'Amstel Gold Race.
Dix-huit coureurs, tous Néerlandais, constituent l'effectif 2015 de l'équipe : Jesper Asselman, Berden de Vries, Marc de Maar, Huub Duyn, Dylan Groenewegen, Reinier Honig, Johnny Hoogerland, Tim Kerkhof, Michel Kreder, Raymond Kreder, Wesley Kreder, Maurits Lammertink, André Looij, Ivar Slik, Mike Terpstra, Sjoerd van Ginneken, Brian van Goethem et Etienne van Empel,,.
En 2017, l'équipe change de nom et devient Roompot-Nederlandse Loterij. En août 2018, il est annoncé que l'équipe fusionne avec l'équipe Vérandas Willems-Crelan pour la saison 2019 sous le nom de Roompot-Crelan, finalement nommée Roompot-Charles. Elle disparaît finalement à l'issue de la saison.

## Sponsors et financement
L'équipe est sponsorisée par Roompot (nl).

## Principales victoires

### Courses d'un jour
- Arnhem Veenendaal Classic : Dylan Groenewegen (2015)
- Brussels Cycling Classic : Dylan Groenewegen (2015)
- Coupe Sels : Taco van der Hoorn (2017)
- KOGA Slag om Norg : Jan-Willem van Schip (2018)
- Circuit Mandel-Lys-Escaut : Wouter Wippert (2018)
- Primus Classic : Taco van der Hoorn (2018)

### Courses par étapes
- Tour de Norvège : Pieter Weening (2016)
- Tour de Luxembourg : Maurits Lammertink (2016)

## Classements UCI
Depuis sa création, l'équipe participe aux circuits continentaux et principalement à des épreuves de l'UCI Europe Tour. Le tableau ci-dessous présente les classements de l'équipe sur les différents circuits, ainsi que son meilleur coureur au classement individuel.
UCI America Tour
| Saison | Classement par équipes | Meilleur coureur au classement individuel |
| ------ | ---------------------- | ----------------------------------------- |
| 2015   | 54e                    | Tim Kerkhof (396e)                        |

UCI Asia Tour
| Saison | Classement par équipes | Meilleur coureur au classement individuel |
| ------ | ---------------------- | ----------------------------------------- |
| 2016   | 88e                    | Pieter Weening (509e)                     |
| 2018   | 92e                    | Floris Gerts (514e)                       |

UCI Europe Tour
| Saison | Classement par équipes | Meilleur coureur au classement individuel |
| ------ | ---------------------- | ----------------------------------------- |
| 2015   | 14e                    | Dylan Groenewegen (29e)                   |
| 2016   | 11e                    | Maurits Lammertink (58e)                  |
| 2017   | 7e                     | Coen Vermeltfoort (26e)                   |
| 2018   | 5e                     | Taco van der Hoorn (48e)                  |

UCI Oceania Tour
| Saison | Classement par équipes | Meilleur coureur au classement individuel |
| ------ | ---------------------- | ----------------------------------------- |
| 2017   | 17e                    | Martijn Tusveld (72e)                     |
| 2018   | 17e                    | Jeroen Meijers (86e)                      |

En 2016, le Classement mondial UCI qui prend en compte toutes les épreuves UCI est mis en place parallèlement à l'UCI World Tour et aux circuits continentaux. Il concerne toutes les équipes UCI.
| Saison | Classement par équipes | Meilleur coureur au classement individuel |
| ------ | ---------------------- | ----------------------------------------- |
| 2016   | -                      | Maurits Lammertink (157e)                 |
| 2017   | -                      | Coen Vermeltfoort (112e)                  |
| 2018   | -                      | Taco van der Hoorn (128e)                 |
| 2019   | 31e                    | Boy van Poppel (214e)                     |

## Roompot-Charles en 2019

### Effectif
| Effectif 2019                              | Effectif 2019     | Effectif 2019 | Effectif 2019                     |
| Cycliste                                   | Date de naissance | Pays          | Équipe précédente                 |
| ------------------------------------------ | ----------------- | ------------- | --------------------------------- |
| Jesper Asselman                            | 12 mars 1990      | Pays-Bas      | Metec-TKH Continental (2014)      |
| Lars Boom                                  | 30 décembre 1985  | Pays-Bas      | LottoNL-Jumbo (2018)              |
| Sean De Bie                                | 3 octobre 1991    | Belgique      | Verandas Willems-Crelan (2018)    |
| Mathias De Witte                           | 29 mars 1993      | Belgique      | Verandas Willems-Crelan (2018)    |
| Huub Duyn                                  | 1 septembre 1984  | Pays-Bas      | Verandas Willems-Crelan (2018)    |
| Maurits Lammertink                         | 31 août 1990      | Pays-Bas      | Katusha-Alpecin (2018)            |
| Senne Leysen                               | 18 mars 1996      | Belgique      | Verandas Willems-Crelan (2018)    |
| Arjen Livyns                               | 1 septembre 1994  | Belgique      | Verandas Willems-Crelan (2018)    |
| Elmar Reinders                             | 14 mars 1992      | Pays-Bas      | Jo Piels (2016)                   |
| Oscar Riesebeek                            | 23 décembre 1992  | Pays-Bas      | Metec-TKH-Mantel (2016)           |
| Stijn Steels                               | 21 août 1989      | Belgique      | Verandas Willems-Crelan (2018)    |
| Justin Timmermans                          | 25 septembre 1996 | Pays-Bas      | Delta Cycling Rotterdam (2018)    |
| Nick van der Lijke                         | 23 septembre 1991 | Pays-Bas      | LottoNL-Jumbo (2015)              |
| Sjoerd van Ginneken                        | 6 novembre 1992   | Pays-Bas      | Metec-TKH Continental (2014)      |
| Boy van Poppel                             | 18 janvier 1988   | Pays-Bas      | Trek-Segafredo (2018)             |
| Jan-Willem van Schip                       | 20 août 1994      | Pays-Bas      | Delta Cycling Rotterdam (2017)    |
| Michael Van Staeyen                        | 13 août 1988      | Belgique      | Cofidis, Solutions Crédits (2018) |
| Pieter Weening                             | 5 avril 1981      | Pays-Bas      | Orica-GreenEDGE (2015)            |
|                                            |                   |               |                                   |
| Sources : ProCyclingStats Cycling Quotient |                   |               |                                   |

### Victoires
| Victoires | Victoires                      | Victoires   | Victoires | Victoires            | Victoires |
| Date      | Course                         | Pays        | Classe    | Vainqueur            |           |
| --------- | ------------------------------ | ----------- | --------- | -------------------- | --------- |
| 2 mai     | 1re étape du Tour de Yorkshire | Royaume-Uni | 2.HC      | Jesper Asselman      |           |
| 7 juin    | 2e étape du Tour de Luxembourg | Luxembourg  | 2.HC      | Pieter Weening       |           |
| 12 juin   | 1re étape du Tour de Belgique  | Belgique    | 2.HC      | Jan-Willem van Schip |           |

## Saisons précédentes
- Roompot Oranje Peloton en 2015
- Roompot-Oranje Peloton en 2016
- Roompot-Nederlandse Loterij en 2017
- Roompot-Nederlandse Loterij en 2018
- Roompot-Charles en 2019